# 海青岛街道
海青岛街道，是中华人民共和国辽宁省大連市金州区下辖的一个乡镇级行政单位。

## 行政区划
海青岛街道下辖以下地区：
港西社区、岗盛社区、东居里一社区、东居里二社区、东阁里社区、金源北里社区、金源南里社区、金源名府社区、格林小镇社区、瑞港社区、港兴社区和中港社区。